# Clonas
Clonas (griego antiguo: Κλονάς Klonás) fue un poeta lírico que destacó a mediados del siglo VII a. C. en la mitología griega. Originario de Tebas, fue contemporáneo de Terpandro, y uno de los que inventaron las reglas del arte de la flauta. Sobresalió en la composición musical del aulós y se dice que fue él quien introdujo la flauta en Grecia desde Asia.
Clonas fue quien compuso las leyes de la flauta, escribiendo elegías y epopeyas en versos de seis sílabas según su melodía (hexámetros). Las prosodias también se le atribuyen a Clonas, llegando así a la conclusión de que en esa época las anualidades iban acompañadas de melodías de flauta. Según Plutarco, Clonas fue el inventor de las leyes triples, cuyas partes se denominan principio, medio y resultado .
Con la composición de las Leyes de la flauta y otras obras suyas, Clonas promovió la música en Tebas hasta la época de Mirtis, Corina y Píndaro .